# Battaglia dello Stretto (425 a.C)
La Battaglia dello Stretto del 425 a.C. si svolse tra le forze di Atene coadiuvate dagli alleati di Reghion, Leontinoi e Naxos e quelle di Siracusa, Messana e Locri, per il controllo dello Stretto di Messina e dei commerci verso il Peloponneso.

## Antefatti
Su richiesta d'aiuto della città di Leontinoi, minacciata da Siracusa, gli strateghi ateniesi Lachete e Careade ricevettero l'incarico di condurre una spedizione bellica, non tanto per sostenere gli alleati, quanto piuttosto per ostacolare il commercio di grano dalla Sicilia al Peloponneso, la zona della Grecia dove si trovavano i principali avversari di Atene, tra cui Sparta. La flotta ateniese arrivò a Reghion (Reggio Calabria) nel 427 a.C. e si diresse inizialmente verso le Isole Eolie, popolate dai Liparesi, discendenti in parte degli Cnidi e dei Rodii, e alleati di Siracusa e Messene. Qui vista la conformazione del territorio, gli ateniesi non riuscirono ad espugnare gli insediamenti siciliani, ma saccheggiarono parte dei territori circostanti. Nel 426 a.C. Careade morì sul campo di battaglia, ed il comando passò interamente a Lachete, il quale decise di attaccare Myles (Milazzo), colonia di Messana. Qui gli ateniesi uscirono vittoriosi dallo scontro, e riuscirono a portare dalla loro parte alcuni soldati Messanei di stanza in quel luogo e avanzare verso Messana, la quale scelse di accettare l'alleanza con Atene senza spargimenti di sangue.

## La battaglia
Nel 425 a.C., Messana venne raggiunta dalle flotte di Siracusa e di Locri (circa venti navi), giunte su richiesta dei cittadini. Tali armate furono accolte dagli abitanti della città e scacciarono la guarnigione ateniese. Da questo momento la città di Messana tornò nuovamente alleata di Siracusa e di Locri. Nello Stretto di Messina si verificò uno scontro tra le flotte di Atene e Rhegion opposte alle forze di Siracusa, Messana e Locri, che riuscirono a sconfiggere gli Ateniesi e a ritirarsi rapidamente. Sbarcarono nei pressi di Capo Peloro, vicino a Messana, e, lasciando gli equipaggi a bordo delle navi, tentarono di impadronirsi della fortificazione per stabilirvi un presidio. Gli ateniesi, notando le imbarcazioni ancorate e prive di equipaggio, si scagliarono contro di loro, ma i marinai e i soldati, accorsi tempestivamente, riuscirono nuovamente a metterli in fuga. L'esercito di Messana una volta ripresosi dai precedenti scontri, decise di avanzare sia via terra che via mare verso Naxos, città alleata di Atene, con l'intento di conquistarla. L'obiettivo era alla portata dei guerrieri messanei, non a caso riuscirono il primo giorno a mettere in fuga i Nassi all'interno delle mura di Naxos ed il secondo giorno attraverso la loro flotta devastarono il territorio situato sulle sponde del fiume Acesine (oggi Alcantara). Tuttavia i soldati di Naxos seppero che delle truppe provenienti da Leontinoi, stavano marciando in loro soccorso, e rincuorati scelsero di uscire fuori dalle mura e attaccare i messanei, i quali erano stati indeboliti dalle incursioni di tribù sicule provenienti dai monti Peloritani. In questa occasione i Nassi riuscirono a respingere l'esercito di Messana uccidendo più di mille soldati. In seguito Messana venne attaccata dagli eserciti di Leontinoi e Atene, che volevano approfittare della situazione in cui versava la città, logorata dai precedenti combattimenti. Tuttavia l'armata di Messana con l'aiuto di truppe di Locri, riuscì a respingere efficacemente l'esercito di Leontinoi, massacrandone parte delle file. Gli ateniesi invece, riuscirono a confinare l'esercito messaneo e locrese all'interno delle mura di Messana, ma dovettero ben presto ritirarsi per le troppe perdite. Dunque anche gli ateniesi erano stati in respinti. Da quel momento gli ateniesi e i loro alleati non si avventurarono più nella conquista di Messana e abbandonarono l'ambizione del controllo totale dello Stretto di Messina.

## Rapporti tra Atene e Messene successivi ai fatti
Circa dieci anni dopo, in occasione del tentativo di invasione ateniese dei territori di Siracusa, gli ateniesi chiesero ai messanei la possibilità di utilizzare il porto come approdo militare per la spedizione e la possibilità di accamparsi all'interno delle mura. Tuttavia i rappresentanti della città risposero che "non avrebbero ospitato l'esercito dentro le mura, ma avrebbero offerto il mercato in uno spiazzo esterno".